# قشلاق سیدلرمیرغلام
قشلاق سیدلرمیرغلام یک روستا در ایران است که در استان اردبیل واقع شده‌است.